# オットー・ファン・フェーン
オットー・ファン・フェーン（Otto van Veen、ラテン語名: Otto Veniusまたは Otto Vaenius、1556年 - 1629年5月6日）はフランドルの画家である。スペイン領ネーデルラント総督の宮廷画家を務めた。10代後半のピーテル・パウル・ルーベンスはファン・フェーンのもとで修行した。

## 略歴
ライデンで生まれた。カトリックでスペイン王フェリペ2世のネーデルランド統治を支持する貴族の家に生まれた。1573年頃からリエージュの画家で、学者のドミニクス・ランプソニウス(Dominicus Lampsonius: 1532-1599)に学んだ。ランプソニウスはランベール・ロンバール(1505/1506-1566)の弟子であった画家である。1576年からイタリアに修行に出て、ローマでフェデリコ・ツッカリ(c.1542年-1609)と知り合ったと考えられている。
1583年に帰国の途に就き、途中ミュンヘンやプラハに滞在し、働いた後、ネーデルランドに帰国し、1685年にネーデルラント総督、アレッサンドロ・ファルネーゼの宮廷画家となりブリュッセルで活動した。
ユグノー戦争で戦傷を受けたファルネーゼが没した後の1592年にアントウェルペンに移り、アントウェルペンの聖母大聖堂のために大作「最後の晩餐」を制作した。1599年にアントウェルペンの教会に宗教画を描いた。
1594年頃から、当時10代の後半であったピーテル・パウル・ルーベンスがファン・フェーンのもとで絵の修行をした。ファン・フェーンとルーベンスが共作したと考えられる作品が現在スウェーデン国立美術館に収蔵されている。ルーベンスは1600年にイタリアに修行にでるまで、ファン・フェーンのもとで働いた。
ファン・フェーンはスペイン領ネーデルラント総督、アルブレヒト・フォン・エスターライヒとイサベル・クララ・エウヘニアの宮廷画家も務めた。1615年にアントウェルペンからブリュッセルに移り、1629年にそこで亡くなった。

## 作品

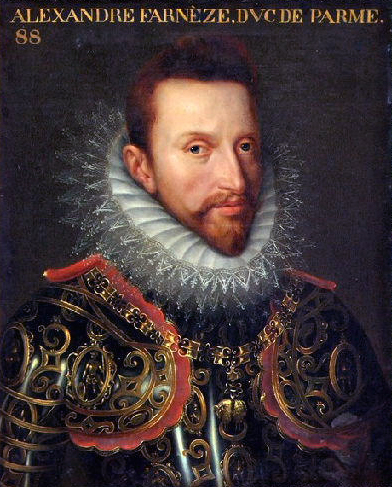
アレッサンドロ・ファルネーゼの肖像画
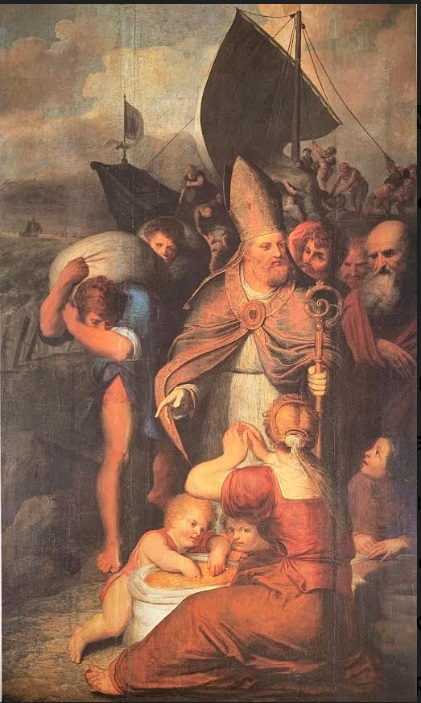
ミラのニコラオス
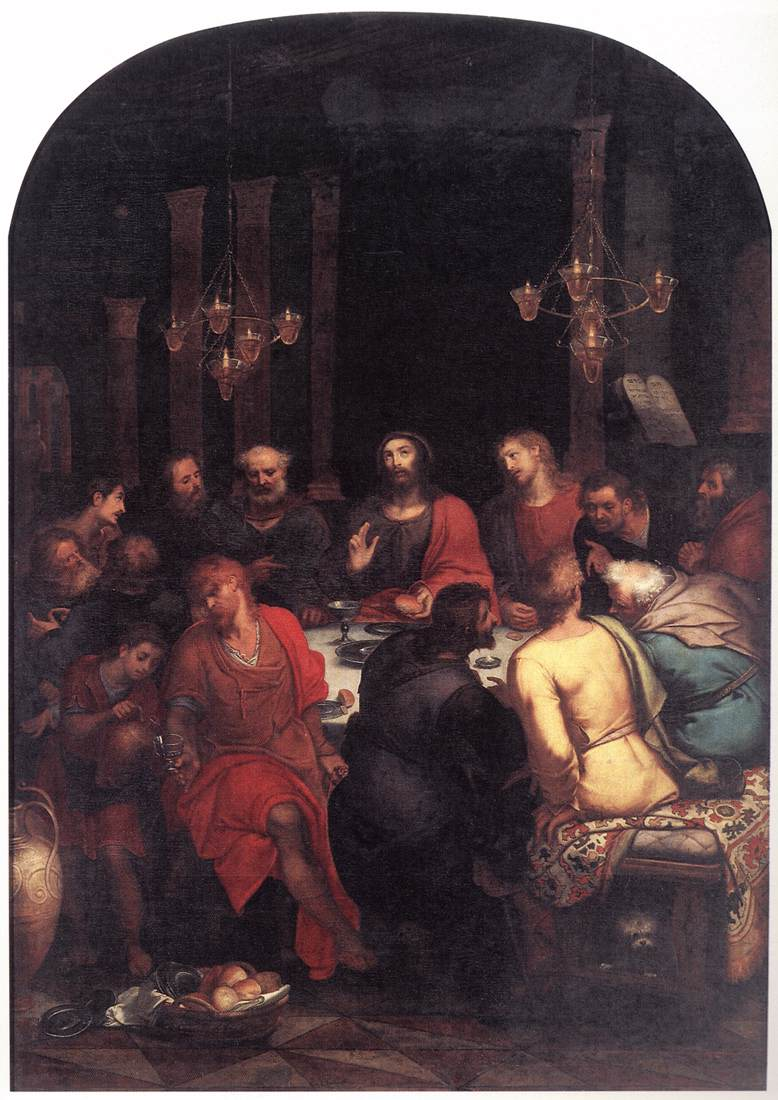
最後の晩餐
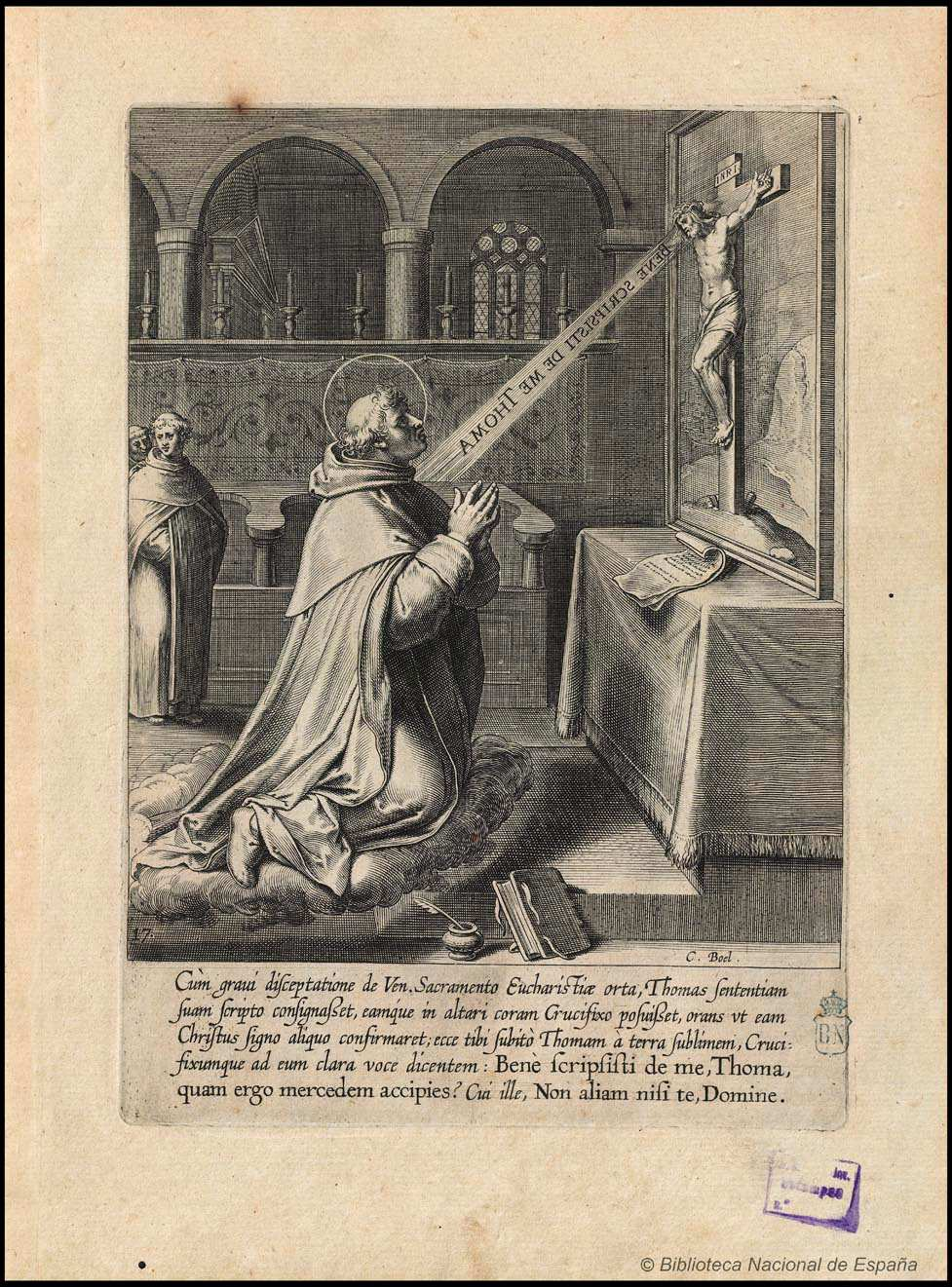
版画作品

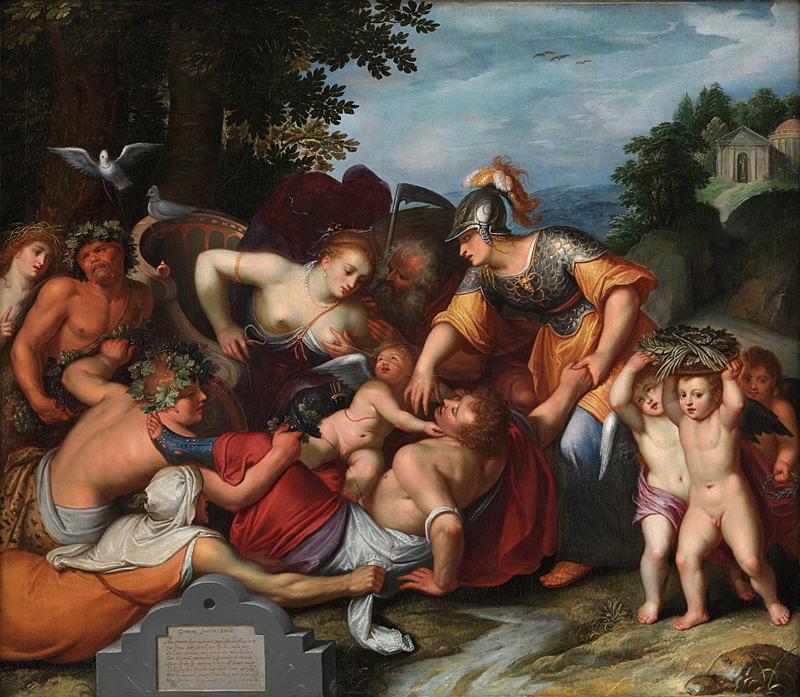
青春の誘惑の寓意
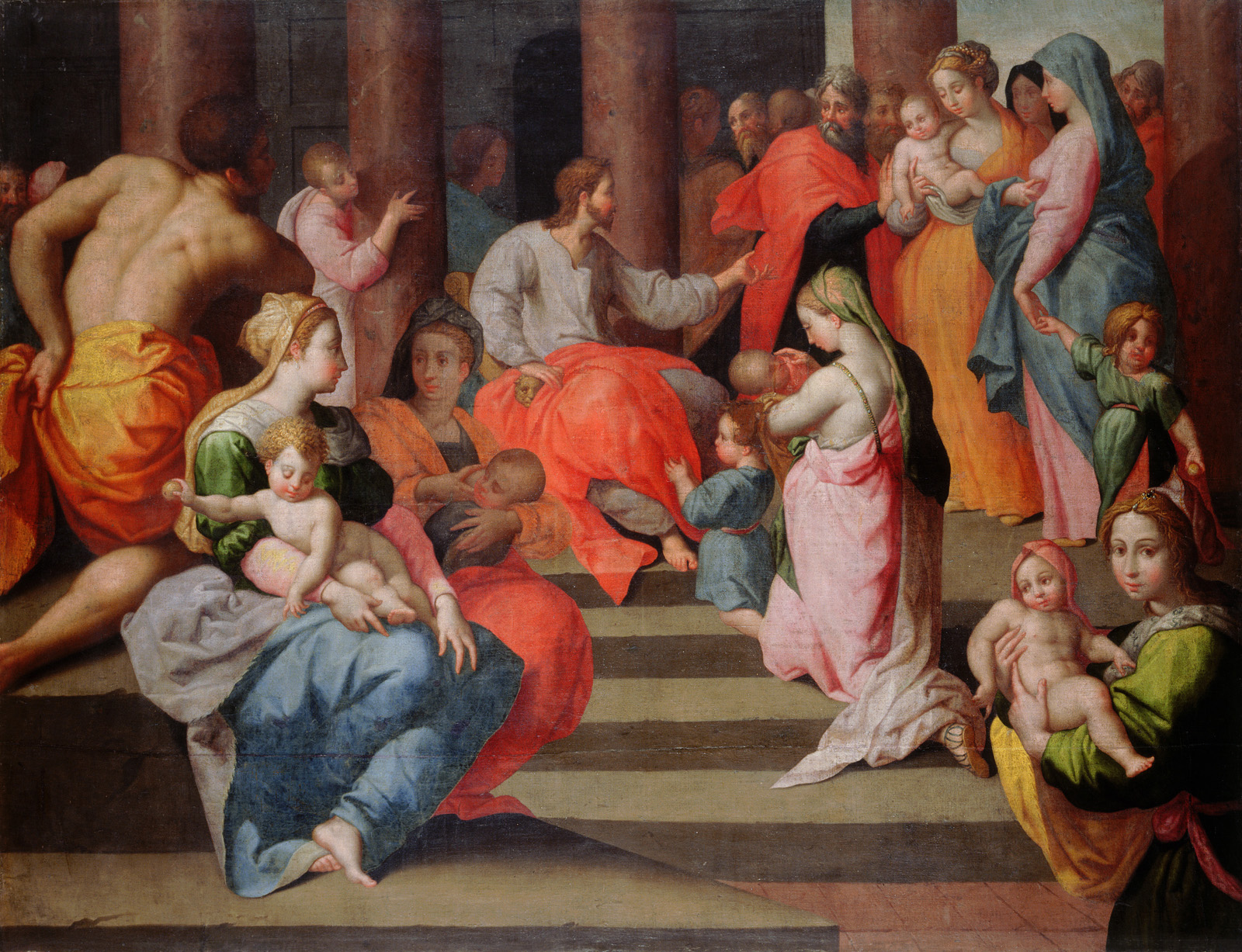
「Sinite Parvulos（子供たちを来させなさい）」
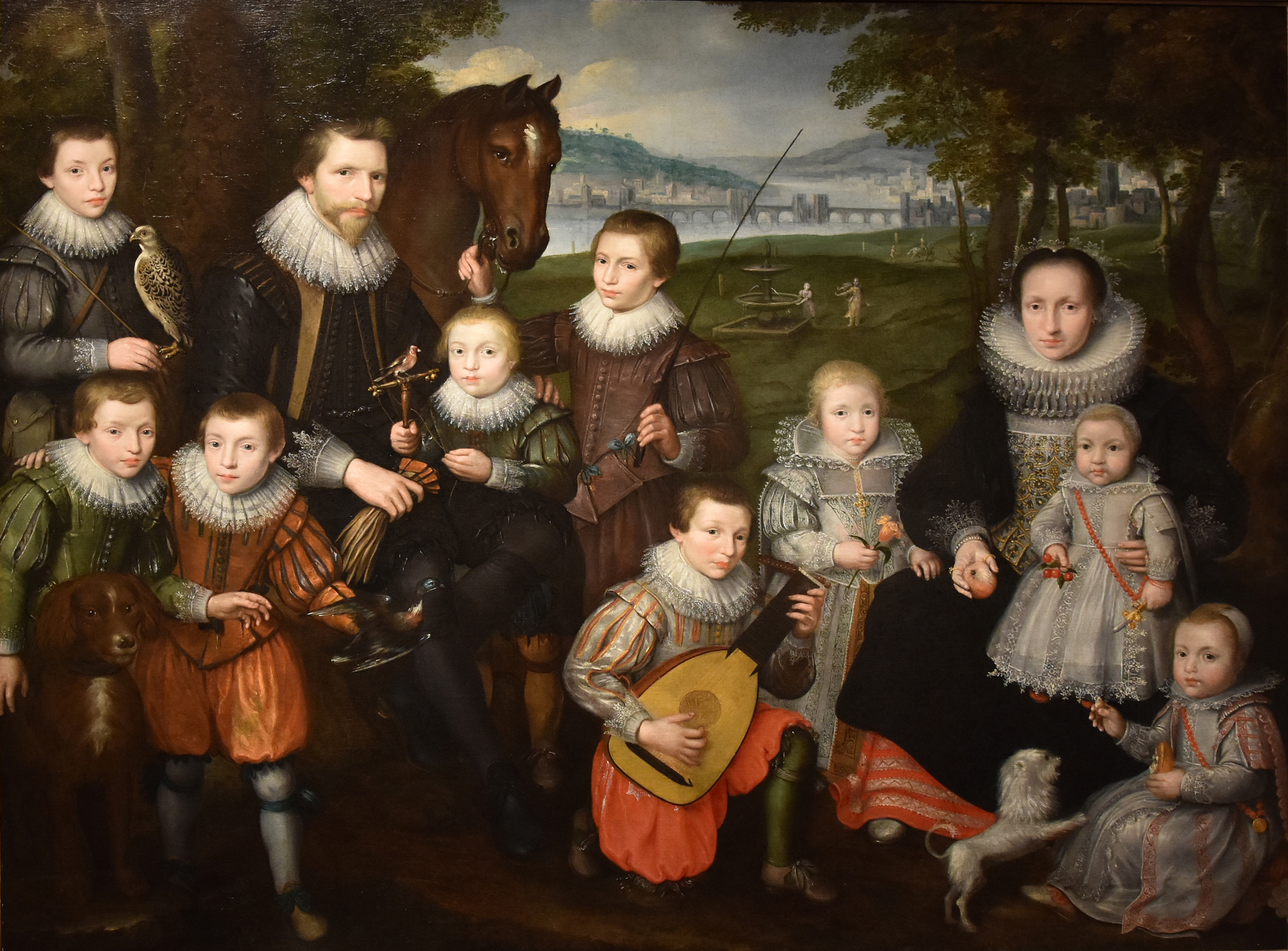
ある家族の肖像画(c.1625)